# 賃貸
賃貸（ちんたい）とは、一般的には、ある物についてその所有者が相手方に使用収益させ対価を受け取ることをいう。
賃貸は生産手段の私的所有とその使用価値の実現を分離するシステムである。経済上の生産用益の価格の代表的なものに賃金（労働用益の対価）、地代（土地用益の対価）、利子（資本用益の対価）があり、それぞれ労働地代、生産物地代、貨幣地代と呼ばれることもある。このうち物の賃貸は貨幣資本（利子生み資本）を生み出すもので特に後述のファイナンス・リースは金融的色彩が強い。
なお、賃貸の契約関係は賃貸借が一般的であるが、借地権のように賃借権の場合だけでなく地上権の場合もある。

## 売買と賃貸
売買と賃貸を比較すると、売買では所有者と利用者の一致しているのに対し、賃貸の場合は所有者と利用者の間には契約関係を要する。
経済学では持家と借家の選択はtenure choiceと呼ばれ、その選択にどのような要因があるか研究されてきた。売買と賃貸のどちらの取引形態が選ばれるかは取引費用や耐久性（耐用年数）の長さなどの要因に依存しており、売買と賃貸の代替性は完全ではない。これに関する地代概念に市場地代（土地を貸したときに得られる地代）と帰属地代（土地を所有者自身が使用したときに得られる一期間あたりの純収益）がある。売買では所有者と利用者が一致していることが最大の長所であるが、売買は賃貸に比べて取引費用が大きく、一時期に支払わなくてはならない金額も多くなるため資金調達の問題があるという短所もある。

## 賃貸の態様
広義のリースはファイナンス・リースとオペレーテイング・リース（レンタルを含む）とに大別される。
ファイナンス・リース
目的物を必要とする者がその購入資金の融資を受ける代わりに（またはその借入が困難な場合に）、リース会社に目的物を購入してもらった上でそれを賃借りする形態。
オペレーテイング・リース
レンタルを含むファイナンス・リース以外のすべてのリースの形態で、一般に短期でサービス的性格が強い。